# 诺雷丁·奈贝特
诺雷丁·奈贝特（阿拉伯语：نور الدين نيبت；1970年2月10日—）是一名已经退役的摩洛哥前国脚，亦曾担任过球队的队长一职。在场上司职中后卫。

## 职业生涯

### 俱乐部生涯
奈贝特于1989年加入了家乡的俱乐部卡萨布兰卡维达德，并在那里效力了4个赛季。随后奈贝特于1993年转投法国足球甲级联赛的南特，一年后又离开法国，加盟了葡萄牙的里斯本竞技。1996年，奈贝特与西班牙的拉科鲁尼亚签约，在那里奈贝特达到了自己俱乐部生涯的巅峰，为球队赢得了一个西班牙足球甲级联赛冠军，一个西班牙国王杯冠军和两个西班牙超级杯冠军。
英超的曼联在1999年8月曾有买入奈贝特的计划，但考虑到当时奈贝特膝盖受伤的状况之后曼联最终放弃了这一计划，转而签下了米卡埃尔·西尔韦斯特。
2004年8月11日，奈贝特离开了效力8个赛季的拉科鲁尼亚，与英超的托特纳姆热刺俱乐部签订了一份为期两个赛季的合约。转会费用据西班牙媒体估计为100万欧元。尽管在2004-05赛季的联赛中奈贝特尚为主力阵容中的一员，但在2005-06赛季里由于主教练马丁·乔尔的战术安排而只有3次出场机会。奈贝特在热刺的唯一一个进球是在2004年11月13日与同城死敌阿森纳的北倫敦打吡中打进的。这场在白鹿巷球场进行的比赛最后以热刺4-5失利告终。
2006年5月27日，奈贝特在结束与热刺的合约后退役。2007年，奈贝特出任摩洛哥国家足球队的助理教练一职，帮助主教练亨利·米歇尔管理球队。

### 国家队生涯
奈贝特在1990年8月9日与突尼斯的友谊赛中首次代表国家队出场。1997年5月31日，他在与埃塞俄比亚的非洲杯预选赛中首次为国家队进球。奈贝特随国家队参加了6届非洲杯和1994年、1998年的两届世界杯，还曾代表摩洛哥参加了1992年夏季奥林匹克运动会。2006年1月，随着摩洛哥在这届非洲杯中小组出局，奈贝特也宣布结束自己16年的国家队生涯，将自己的国家队出场记录定格在115场，2个进球。截至2014年8月，奈贝特是摩洛哥唯一一名代表国家队出场数超过100场的球员。

## 国家队数据

### 国家队出场
| 摩洛哥国家足球队 | 摩洛哥国家足球队 | 摩洛哥国家足球队 |
| 年份             | 出场             | 进球             |
| ---------------- | ---------------- | ---------------- |
| 1990             | 4                | 0                |
| 1991             | 4                | 0                |
| 1992             | 7                | 0                |
| 1993             | 8                | 0                |
| 1994             | 7                | 0                |
| 1995             | 3                | 0                |
| 1996             | 6                | 0                |
| 1997             | 7                | 2                |
| 1998             | 12               | 0                |
| 1999             | 7                | 0                |
| 2000             | 9                | 0                |
| 2001             | 9                | 0                |
| 2002             | 8                | 0                |
| 2003             | 6                | 0                |
| 2004             | 9                | 0                |
| 2005             | 3                | 0                |
| 2006             | 6                | 0                |
| 总计             | 115              | 2                |

### 国家队进球
| # | 日期          | 比赛地点           | 比赛对手 | 进球数 | 比赛结果 | 比赛性质           |
| - | ------------- | ------------------ | -------- | ------ | -------- | ------------------ |
| 1 | 1997年5月31日 | 摩洛哥，拉巴特     | 衣索比亞 | 1球    | 2 - 1    | 1998年非洲杯预选赛 |
| 2 | 1997年6月22日 | 摩洛哥，卡萨布兰卡 | 加彭     | 1球    | 2 - 0    | 1998年世界盃外圍賽 |

## 荣誉

### 卡萨布兰卡维达德
- 摩洛哥足球甲级联赛：1990、1991、1993
- 摩洛哥杯（英语：Coupe du Trône）：1989
- 非洲聯賽冠軍盃：1992
- 阿拉伯足協球會盃：1989

### 里斯本竞技
- 葡萄牙盃：1994-95
- 葡萄牙超级杯：1995

### 拉科鲁尼亚
- 西班牙足球甲级联赛：1999-2000
- 西班牙国王杯：2001-02
- 西班牙超级杯：2000、2002